# Armin Trost
Armin Trost (* 29. August 1966 in Tübingen) ist ein deutscher Psychologe. Seit 2005 ist er Professor für Human Resource Management der Fakultät Wirtschaft an der Hochschule Furtwangen.

## Leben
Trost studierte Psychologie und Betriebswirtschaftslehre an der Universität Tübingen und Universität Mannheim. Nach Abschluss seines Studiums als Diplom-Psychologe wurde er an der Universität Mannheim zum Thema Mitarbeiterbefragung promoviert. Von 1999 bis 2004 war er bei der SAP beschäftigt. 2004 wurde er Professor für Personalmanagement und Statistik  an der Fachhochschule Würzburg. Seit 2005 hat er eine Professur an der Hochschule Furtwangen inne. Er lehrt dort Human Resources Management und Arbeits- und Organisationspsychologie. International wurde Armin Trost durch seinen MOOC zum Thema Human Resources Management auf YouTube bekannt. Er gilt als einer der führenden Vordenker im Bereich Human Resources Management.

## Forschung
Der Schwerpunkt seiner Lehre und Forschung sind Human Resources Management im Kontext der Digitalisierung. In diesem Zusammenhang betrachtet er sich ändernde Arbeitswelten, die sich in modernen Formen der Führung und Organisation manifestieren. Viele Jahre galt er als Wegbereiter in Fragen moderner Personalbeschaffung und des Talentmanagements. Trost propagiert ein Human Resource Management, das flexibel nach Gesetzen der Marktwirtschaft gelebt wird und wendet sich gegen starre, planerische Abläufe. Human Resource Management sollte sich unmittelbar an den strategischen Herausforderungen eines Unternehmens orientieren. Dabei geht er von der Annahme aus, dass unterschiedliche Arbeitswelten auch unterschiedliche Ansätze erforderlich machen. Agile Arbeitswelten erfordern andere Lösungen als etwa statische, hierarchische Ansätze.

## Veröffentlichungen
- Armin Trost, Ingela Jöns, Walter Bungard: Mitarbeiterbefragung. Weka, 1999, ISBN 3-8111-7900-4.
- Armin Trost: Die Messung und Analyse lateraler Kooperation bei Mitarbeiterbefragungen. Eine Anwendung der Generalisierbarkeitstheorie zur Überprüfung von Konzepten der sozialen Netzwerkanalyse. Edition Rainer Hampp, 2001, ISBN 3-87988-549-4.
- Armin Trost (Hrsg.): Employer Branding. Arbeitgeber positionieren und präsentieren. 2. Auflage. Luchterhand, 2012, ISBN 978-3-472-08535-5.
- Armin Trost: Talent Relationship Management. Personalgewinnung in Zeiten des Fachkräftemangels. Springer, 2012, ISBN 978-3-642-17077-5.
- Armin Trost: Talent Relationship Management. Competitive Recruiting Strategies in Times of Talent Shortage. Springer, 2014, ISBN 978-3-642-54557-3 (englisch).
- Armin Trost: Unter den Erwartungen. Warum das jährliche Mitarbeitergespräch in modernen Arbeitswelten. Verlag Wiley-VCH, 2015, ISBN 978-3-527-50825-9.
- Armin Trost: The End of Performance Appraisal. A Practitioners' Guide to Alternatives in Agile Organisations. Springer, 2017, ISBN 978-3-319-54234-8 (englisch).
- Armin Trost: Neue Personalstrategien zwischen Stabilität und Agilität. Springer, 2018, ISBN 978-3-662-57406-5.
- Armin Trost: Human Resources Strategies. Balancing Stability and Agility in Times of Digitization. Springer, 2019, ISBN 978-3-03030594-9 (englisch).